# Курбевуа Північний
Курбевуа́ Півні́чний (фр. Courbevoie-Nord) — кантон у Франції, в департаменті О-де-Сен регіону Іль-де-Франс.

## Склад кантону
Кантон включає в себе 1 муніципалітет:
| Муніципалітет | Площа | Населення, осіб | Рік  |
| ------------- | ----- | --------------- | ---- |
| Курбевуа*     | -     | 28351           | 1999 |

* — лише північна частина міста Курбевуа
| Франція | Це незавершена стаття з географії Франції. Ви можете допомогти проєкту, виправивши або дописавши її. |